# Hary Raithofer

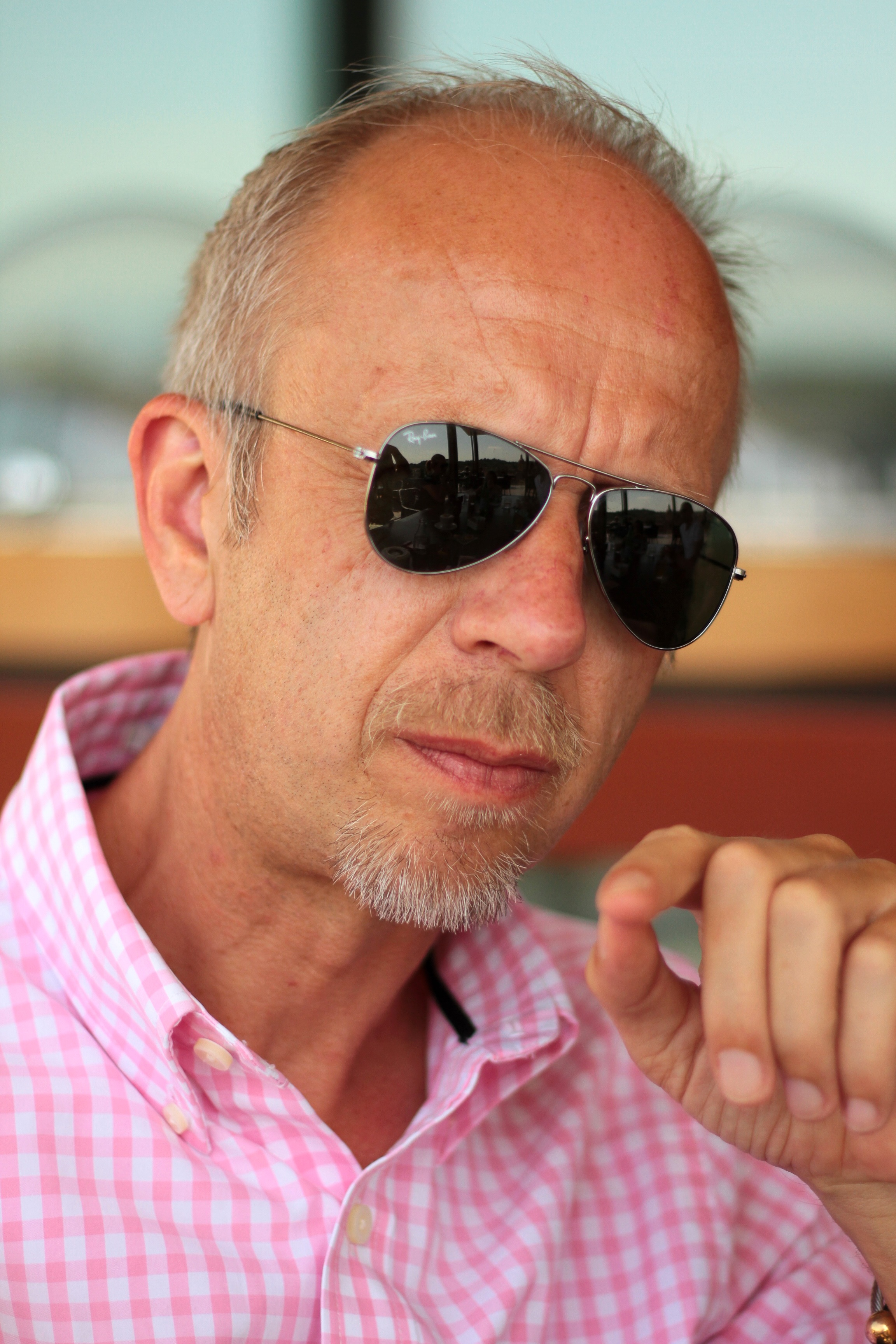
Hary Raithofer im Juni 2012

Hary Raithofer (* 17. April 1965 in Bruck an der Mur) ist ein österreichischer Linienpilot, Moderator und Media-Coach.

## Leben und Karriere
Nach dem Besuch der Volksschule Langenwang und des Gymnasiums Mürzzuschlag maturierte Hary Raithofer 1985 an der HAK Mürzzuschlag, um anschließend der WU Wien für das Studium der Betriebswirtschaftslehre beizuwohnen.
Schon während des Studiums sammelte er erste Erfahrungen beim ORF-Fernsehen, überwiegend als Kabelleger bei Sportübertragungen. Darauf folgte eine rasche Weiterentwicklung beim neu eingeführten Kinderformat als Studioassistent und -inspizient bzw. als Redakteur und Beitragsgestalter beim Kinder-Wurlitzer zusammen mit Thomas Brezina. Im Rahmen des Kinderformats sammelte Raithofer auch Erfahrung vor der Kamera. Er spielte die Figur Professor Kleinstein in der Livesendung Heureka, die einen Fernsehpreis erhielt. Da ihn die zeitintensive Arbeit beim Fernsehen immer mehr in Anspruch nahm, brach er kurzerhand sein Studium ab.
Im Sommer 1988 frönte Hary Raithofer zum ersten Mal seiner Leidenschaft fürs Radio. Er machte erste Erfahrungen als Moderator bei Radio Adria, einem Urlaubsradioprojekt der österreichischen Tageszeitung Die Presse (Sendegebiet Obere Adria). 1992 folgte der Ruf des im Zuge der Programmreform neu gegründeten Wiener Stadtsenders Das neue Radio Wien aus der Argentinierstraße. Dies beendete auch die Beschäftigung beim Fernsehen. Innerhalb kurzer Zeit war Raithofer Moderator der Morgensendung und wurde in Folge Programmchef des Senders. 1995 wagte er einen Neuanfang, indem er zum bundesweit meistgehörten ORF-Radiosender Hitradio Ö3 wechselte und dort anfangs Assistent (Kaffeeholer) bei Dominic Heinzls Mittagsmagazin Smalltalk wurde. Weiters durfte er sich als Reporter bei Oliver Baiers Samstagnachmittagsshow beweisen. Die neue Sendung Der Pleiten-, Pech- und Pannendienst bescherte ihm dann den ersten österreichweiten Auftritt hinter dem Mikrofon. Darauf folgte die Moderation des Club Ö3.
Von 1996 bis 2004 moderierte er schließlich den Ö3-Wecker, die bekannteste Morgenshow in Österreich. Hier war er maßgeblich an einer Reform beteiligt – Ö3 musste damals dringend auf die auf den Markt kommenden Privatradios reagieren. Nach dem Fall des Radiomonopols erlitt der Sender empfindliche Einbußen und in der Ära Raithofer schaffte vor allem der Ö3-Wecker historische bis heute ungebrochene Höchstwerte.
Hary Raithofer gilt auch als Förderer von Hadschi Bankhofer Jr., dessen Vorgesetzter und Mentor er von 1992 bis 1996 bei Radio Wien war.
Im Jahr 2002 begann Raithofer parallel zu seinem Job bei Ö3 mit der Ausbildung zum Linienpiloten. Im November 2004 verließ er Ö3, um seinen Kindheitstraum zu verwirklichen und widmete sich vollständig der Fliegerei. Zunächst flog er bis 2007 beim Bedarfsflugunternehmen Jetalliance auf den Flugzeugtypen Cessna Citation 525, 560, 56X, 56XL und Citation X. Danach arbeitete er bei Tyrolean Airways, einer Tochtergesellschaft der Austrian Airlines, als Erster Offizier auf den Flugzeugtypen Fokker 70 und Fokker 100 (5000 Flugstunden, Stand April 2013). Seit der Integration von Tyrolean Airways in Austrian Airlines im Frühjahr 2015 fliegt er auf der Flugzeugtype Boeing 777 als Erster Offizier. Anfang 2019 machte er außerdem die Ausbildung zum Simulator Fluglehrer (SFI – synthetic flight instructor) auf dieser Type und schult seitdem neue Piloten für die Musterberechtigung auf der Boeing 777 bei Austrian Airlines.
Nebenbei begann Hary Raithofer seit 2007 auch Radiosender zu beraten, unter anderem Radio Tirol und Antenne Steiermark. Im Frühjahr 2007 startete Antenne Steiermark die größte Casting-Aktion der Steiermark, bei der er als Juror agierte.
Von März 2009 bis Jänner 2010 moderierte er gemeinsam mit Matthias Euler-Rolle die Morgenshow auf Radio 88.6.
2013 lernt Hary Raithofer den Milliardär und Parteigründer Frank Stronach (Team Stronach) kennen, was schließlich zum Engagement Raithofers als Kommunikationsberater für das Team Stronach führte.
2020 kam er wieder in die Schlagzeilen, als er als einer der Linienpiloten mit einer Boeing 777 der AUA am Anfang der COVID-19-Pandemie Schutzmasken aus China nach Wien brachte.